# Sectorul privat
Sectorul privat este partea economiei, care este deținută de grupuri private, de obicei ca mijloc de stabilire pentru profit sau nonprofit, mai degrabă decât să fie deținută de guvern.
În economie, vorbim în general de sectorul privat pentru a descrie partea unei economii în care statul nu intervine sau puțin. Este în contrast cu sectorul public care este condus în principal de stat.